# オーバーウォッチ2
『オーバーウォッチ 2』（Overwatch 2）はブリザード・エンターテイメントが開発・運営するチーム制アクションゲーム。2022年10月5日から早期アクセス、2023年8月10日のシーズン6から正式サービス開始。略称は『OW2』。
『オーバーウォッチ』シリーズの2作目。キャッチコピーは「未来をかけて戦おう」。対応プラットフォームは、PC(Windows 10) 、PlayStation 5、PlayStation 4、Xbox Series X/S、Xbox One、Nintendo Switchでクロスプレイにも対応。前作は買い切り型のソフトだったが、本作は基本プレイ無料となる。

## 概要
2016年に発売されたアクション・シューティング『オーバーウォッチ』の続編。前作のプレイヤー対プレイヤー（PvP）モードは6人対6人だったが、本作から5人対5人のモードがメインに変更された。2024年6月には全世界のプレイヤー数が1億人を達成した。
前作『オーバーウォッチ』（OW1）は2022年10月5日から『オーバーウォッチ2』に自動的にアップグレードされる。OW1で集めたアイテム（スキン、スタンプ、アイコン、エモート等）は全てOW2に継承される（ただし、家庭用ゲーム機のプレイヤーがデータ継承するためには「アカウント統合」の処理が必要）。
OW1は複数の機種でプレイする場合、機種ごとにアイテムを集める必要があったが、本作では「クロスプログレッション」が導入され、所持アイテムやバトルパスの進行は機種が違っても共用される。
新ヒーロー、新マップ、新モードが追加され、ゲームシステムにも改良が加えられる。

### 課金形式
前作は買い切り型のソフトだったが、本作はゲーム本体は無料となった。前作はパッケージ版も併売されたが、本作はダウンロード専売となっている。また、PlayStation PlusやXbox Live Gold、Switch Onlineといったオンラインプレイに必要なサブスクに加入していなくてもプレイ可能になった。追加キャラクターやマップなどの追加アップデートも無料で入手できる。
その代わり、ゲーム内ショップで衣装やセリフ、ポーズといったコスメティックアイテムを購入するためにはリアルマネーによって購入するゲーム内通貨の「オーバーウォッチ・コイン」が必要となっている。
ゲームモードも基本的には無料でプレイ可能だがストーリーが語られる「任務」モードのみ有料ダウンロードコンテンツとなっている。

### ウォッチポイント・パック
前述の通り、『オーバーウォッチ2』のゲーム本編は無料だが、前作『オーバーウォッチ』と様々な特典がセットになった「ウォッチポイントパック」のダウンロード販売が2022年6月17日より開始された。これによって、日本でもXbox One、Xbox Series X/Sで『オーバーウォッチ』がプレイ可能になった（当初、日本語は非対応だったが2022年10月5日の本作の発売と同時にXboxでも日本語に対応すると発表された）。
- オーバーウォッチ レジェンダリー・エディション…前作「オーバーウォッチ1」の特別版。OW2発売までプレイ可能だった。
- クロスプレイベータ参加権…2022年6月29日から7月18日まで実施されたベータテストの参加権。ただし、Nintendo Switch版はベータテストが無いので付属しない。
- プレミアム・バトルパス・シーズン1…OW2から新たに導入されるバトルパスのシーズン1の分を同梱。シーズン2以降のプレミアムバトルパスは別途購入が必要になる。
- 「オーバーウォッチ2」用レジェンダリー・スキン2種 - ソルジャー76用「スペース・レイダー」、キャスディ用「スペース・レイダー」
- 「オーバーウォッチ2」用2000オーバーウォッチコイン - OW2のゲーム内通貨。
- 「オーバーウォッチ2」用プレイヤー・アイコン（事前予約限定）。

ウォッチポイントパック販売終了後は上記のスキンは単体で購入するようになった。

### 動作環境
Windows版 必要動作環境
- OS - Windows 10 64-bit (最新のService Pack)
- CPU - Intel Core i3 または AMD Phenom X3 8650
- ビデオ - NVIDIA GeForce GTX 600 シリーズ, AMD Radeon HD 7000シリーズ
- メモリ - 6GBRAM
- ストレージ - 50GB以上のハードディスクスペース
- インターネット - ブロードバンドインターネット回線
- 解像度 - 1024 x 768以上

Windows版 推奨動作環境
- OS - Windows 10 64-bit (最新のService Pack)
- CPU - Intel Core i7 または AMD Ryzen 5
- ビデオ - NVIDIA GeForce GTX 1060 または AMD R9 380
- メモリ - 8GB RAM
- ストレージ - 50GB以上のハードディスクスペース
- インターネット - ブロードバンドインターネット回線
- 解像度 - 1024 x 768以上

PC版はブリザードの運営するBattle.netの他、2023年8月からはSteamでも配信されている。

## ストーリー
オムニック・クライシス
未来の地球、オムニカ社は自律型ロボット「オムニック」を自動的に製造する工場「オムニウム」を作り出し、ロボット工学に革命をもたらす。進化したAIを搭載した神格プログラムが物流や資源の管理を行い、飢餓や貧困と言った人類の諸問題を解決するようになっていった。しかし、杜撰な経営によりオムニカ社は倒産、ロボットの生産ラインは放置されるようになった。その後、環境保護を目的とした神格プログラム「アヌビス」がオムニカ社の生産ラインを掌握し、独自に設計した戦闘ロボットを量産し人類に襲い掛かった。自己進化するオムニック軍団の侵略により人類は未曽有の危機に直面する。
オーバーウォッチ誕生
国連はオムニックに対抗するため、世界各国から精鋭を集めたヒーロー集団「オーバーウォッチ」を設立する。アメリカの強化兵士モリソン、レイエス、エジプトの狙撃手アナ、ドイツの軍人ラインハルト、スウェーデンの技師トールビョーンなどが参加した。
元オムニカ社のミナ・リャオ博士は自分の開発した初の自意識を持つオムニック「オーロラ」の力で、全てのオムニックに自意識を目覚めさせアヌビスの支配から解放した。そして、この混乱に乗じてオーバーウォッチはアヌビスの隔離に成功し、世界に平和が訪れた。
オーバーウォッチの崩壊
オムニッククライシスは終結したものの戦争の傷跡は大きく、オーバーウォッチは世界を再建させるために組織を拡大し、イギリス空軍のトレーサー、知能を持ったゴリラのウィンストンといったメンバーを追加した。
しかし、その後オムニックの過激派集団「ヌルセクター」の反乱やテロ組織「タロン」の暗躍など不穏な動きが続く。人々はオーバーウォッチを糾弾するようになり、組織の内外から攻撃を受け崩壊してしまう。オーバーウォッチの活動は違法とされ、その多くは犯罪者として扱われ、ある者は傭兵となり、ある者は姿をくらました。
再結成
オーバーウォッチ崩壊後、世界各地で紛争が相次いでいた。再び世界がヒーローを求めた時、元オーバーウォッチのウィンストンはかつてのエージェントたちを招集する。その中には南極で冷凍睡眠についていた科学者メイの姿もあった。
ゼロ・アワー
アヌビスの設計した戦闘用オムニックのラマットラはオムニックの軍団「ヌルセクター」を復活させ、オムニックの解放を謳い、パリをはじめ世界各地を襲撃する。人々を守るためオーバーウォッチのメンバーが再び集結する。

## 登場キャラクター
前作に登場した32人に加え、早期リリースの2022年10月5日の段階で35人のヒーローが使用可能。発売後も無料アップデートで定期的に追加され、2025年4月23日には全43人となる。ただし、新規ユーザーは使用難度の高いヒーローは最初はロックされており、ゲームをプレイするたびに使用可能ヒーローが増えていく。
前作から登場するヒーローには新デザインの「オーバーウォッチ2スキン」が新たに用意され、イメージビジュアル等ではこの姿で描かれる。また、ロールごとにパッシブアビリティが追加された。

### タンク
タンクはライフが多く、防御に秀でたロール。本作ではロールパッシブが追加されており、タンクを攻撃したり回復した場合、他のロールに比べアルティメットゲージが溜まりにくい。また、前作ではラインハルトの能力だった、吹き飛ばされにくい性質がタンクヒーロー全員に適用される。前作では1チーム2人まで参加できたが、本作では5対5モードでは1人までしか参加できない。
ジャンカー・クイーン（Junker Queen） / オデッサ“デズ”ストーン（Odessa "Dez" Stone）
声 - 渕崎ゆり子
オーストラリアのジャンカータウンの女王。かつて自分を追い出したキングに勝利し女王の座についた。
メイン武器はポンプアクションのショットガン「スキャッターガン」。グレイシーと呼ばれる「ギザギザブレード」を投げて、当たった敵を引き寄せることもできる。巨大な斧を振り回して戦う「カーネイジ」というスキルも使う。「コマンディング・シャウト」は自分と周囲の味方のHPを増強し、移動速度を上昇させる効果がある。アルティメットは「ランペイジ」で、斧を振り回して磁気をまとった竜巻を作り出し突進、敵には回復阻害ダメージを与える。また、傷で与えたダメージの分自身のライフを回復する「アドレナリン・ラッシュ」というパッシブスキルを持つ。
ラマットラ（Ramattra）
声 - 佐藤せつじ
オムニック・クライシス初期に作られた戦闘用オムニックで、ヌルセクターの厳格なリーダー。
通常形態の「オムニック・フォーム」でのメイン武器は杖の先端から粒子を連続で発射する「ヴォイド・アクセラレーター」。指定した位置に瞬時にバリアを展開する「ヴォイド・バリア」、着弾した地点にダメージフィールドを展開し、敵の移動速度を低下させ下方向に引っ張る「貪欲な渦」を使う。一定時間「ネメシス・フォーム」に変形し、相手のバリアを貫通する近接攻撃「パメル」や前方からの攻撃をブロックすることができる。
アルティメット・アビリティは一定時間「ネメシス・フォーム」への変形に加え、自分の周囲にいる敵にダメージを与え続ける「アナイアレーション」。
マウガ（Mauga） / マウガロア・マロシ（Maugaloa Malosi）
声 - 綿貫竜之介
サモア出身でタロンに所属する戦士。筋骨隆々で、両手にチェーンガンを持って戦う。
「焼夷チェーンガン（ガニー）」は連続で攻撃すると敵が炎上し、継続ダメージを与える。「ヴォラタイル・チェーンガン（チャチャ）」は炎上状態の敵に攻撃するとクリティカル・ダメージを与える。パッシブスキルの「バーサーカー」はクリティカルダメージを与えると一時的に追加ライフを得る。「オーバーラン」は敵の妨害をものともせず突進する。「カーディアック・オーバードライブ」は近くの味方のダメージを軽減し、敵にダメージを与えるとライフが回復するアビリティ。アルティメットの「ケージ・ファイト」は円筒形のバリアを展開し、敵と自分を閉じ込める。
ハザード（Hazard） / フィンドレー・ドカティー（Findlay Docherty）
声 - 野津山幸宏
スコットランドのグラスゴー出身。オーバーウォッチとタロンの戦闘の巻き添えの事故によって両足と右腕を失った。反体制組織「フリークス」のサイバネティクス技術によって肉体改造を受ける。
「ボーン・スティング」は右腕からスパイクを発射して攻撃する。「スパイク・ガード」は防御しつつ背中からスパイクを発射する。「バイオレント・リープ」は前方にジャンプし、左腕で切り裂き攻撃する。「ジャギー・ウォール」は棘の壁を射出する。「クライミング」という低い壁をよじ登るパッシブを持つ。アルティメット・アビリティは「ヘヴィ・レイン」で大量のスパイクを降らせて、当たった敵を足止めする。
ウィンストン（Winston）
声 - 伊丸岡篤
月のホライズン・ルナ・コロニーで育ったゴリラ。遺伝子改良により知能が発達しており、人語を解する。オーバーウォッチ再結成のため、ビデオメッセージで呼びかけた。
オーバーウォッチ2スキンは肩にオーバーウォッチのマークを付けている。
新スキルとしてテスラキャノンを充電し、遠距離に電撃を放つサブ攻撃が追加された。
オリーサ（Orisa）
声 - 種崎敦美
ヌンバーニのエフィによって製造されたガーディアンロボット。本作では槍を使うようになった。
オーバーウォッチ2スキンは頭部がドレッドヘアのような形状になっている。
本作ではメイン攻撃が「フュージョン・ドライバー改」になり、弾数制限がなくなったが、過熱しすぎると放熱が必要になった。また、サブ攻撃は槍を投げる「エネルギー・ジャベリン」になった。新しいアビリティとして槍を回転させて敵の弾丸を防ぐ「ジャベリン・スピン」が追加された。新アルティメット・アビリティは敵を引き寄せ範囲攻撃を行う「テラ・サージ」。
「プロテクティブ・バリア」はパークに変更。「ストップ！」「スーパーチャージャー」は削除された。
ザリア（Zarya）
声 - 斎賀みつき
怪力を誇るロシア防衛軍の兵士。
本作では「パーティクル・バリア」と「バリア・ショット」のCTが共有になり、2つまでストック可能になった。
シグマ（Sigma）
声 - 島田岳洋
オランダ出身の天体物理学者。重力を操る。
ドゥームフィスト（Doomfist）
声 - 中田譲治
オーバーウォッチと対立するタロンの幹部。巨大なガントレットを装備しており、強力なパンチで戦う。
前作ではダメージロールだったが、本作ではタンクに変更。「ライジングアッパーカット」が削除され、正面からの敵の攻撃をガードしてパンチの威力を高める新技「パワー・ブロック」が追加された。
ラインハルト（Reinhardt）
声 - 乃村健次
ドイツのクルセイダー部隊出身の男。巨大な盾「バリア・フィールド」を展開する。
オーバーウォッチ2スキンは兜を取り、素顔で戦うようになった。
ファイア・ストライクを2発撃てるようになった。また、チャージ中に横方向に曲がりやすくなり、途中でキャンセルも可能になった。
レッキング・ボール（Wrecking Ball）
声 - 間宮康弘
月のホライゾン・ルナ・コロニー出身の遺伝子改良されたハムスター。
2ではアダプティブ・シールドを再発動することで味方にシールドを付与できるようになった。
ロードホッグ（Roadhog）
声 - 楠見尚己
オーストラリア出身の殺し屋。
2では「ホール・ホッグ」中に他のスキルも使用可能になった。新アビリティの「ピッグ・ペン」は罠を設置し、かかった敵の移動を鈍らせつつダメージを与える。
ディーバ（D.Va）
声 - 種田梨沙
韓国出身のプロゲーマーでありながら、メックに乗って戦う国民的ヒーローでもありメックのパイロットでもある。
オーバーウォッチの開発元であるブリザード・エンターテイメントの販売しているゲーム、starcraft2で世界ランキング1位を3年間維持する天才的で卓越したゲームスキルを持っている。

### ダメージ
ダメージは攻撃が得意なヒーロー。敵を攻撃すると、一定時間回復量を低下させるロールパッシブを持つ。
ソジョーン（Sojourn） / ヴィヴィアン・チェイス（Vivian Chase）
声 - 野首南帆子
アフリカ系カナダ人のヒーロー。カナダの特殊部隊出身で、オムニック・クライシス後にスカウトされてオーバーウォッチに参加。全身を改造したサイボーグ。
前作では期間限定イベント「ストーム・ライジング」で登場したが、本作では新ヒーローとして登場し、ストーリーの中心的存在となる。
メイン武器は「レールガン」、メイン攻撃が命中するとエネルギーが溜まる。サブ射撃はチャージしたエネルギーを消費し、高威力の攻撃を行う。左手の義手が変形して銃になり、範囲内の敵を足止めする「ディスラプターショット」を発射する。脚部にはロケットが内蔵されており、「パワー・スライド」で高速移動し、さらにハイジャンプを行える。アルティメット・アビリティは「オーバークロック」で、一定時間レールガンのエネルギーが自動的にチャージされるようになり、貫通する高威力の射撃を行える。
ベンチャー（Venture） / スローン・キャメロン（Sloan Cameron）
声 - 森なな子
メキシコ系カナダ人のヒーロー。ウェイファインダー・ソサエティに属する考古学者。
メイン武器は「スマート・エクスカベーター」で、短射程の衝撃波を放つ。「ドリルダッシュ」は、進行方向にダッシュしつつドリルでダメージを与える。「バロー」は地中に潜り、潜航しつつ移動する。アルティメットの「テクニック・ショット」は、衝撃波を出して攻撃する。
フレイヤ（Freja）
声 - 島田愛野
デンマークのコペンハーゲン出身。オーバーウォッチの捜索救難チームに所属していたが、解散後はバウンティ・ハンターになった。
メイン武器は「リバースドロウ・クロスボウ」でボウガンで攻撃する。サブ攻撃は爆発する矢を発射する「テイク・エイム」。水平方向への「クイック・ダッシュ」や、風の力を利用して上空へ舞い上がる「アップドラフト」という移動系アビリティも使用する。アルティメット・アビリティの「ボーラ・ショット」は敵の動きを拘束し、爆発するボーラを発射する。
アッシュ（Ashe）
声 - 川崎芽衣子
デッドロックギャングを率いる女傑。
オーバーウォッチ2スキンはネクタイをしなくなり、ピアスの代わりにイヤリングをしている。
ウィドウメイカー（Widowmaker）
声 - 伊藤静
タロン所属の狙撃手。
オーバーウォッチ2スキンは髪が三つ編みになり、スーツがサイバーになっている。
エコー（Echo）
声 - ちふゆ
空を飛んで戦う天使のような姿のアンドロイド。前作の短編アニメーション「Reunion」に登場し、キャスディと因縁がある。
キャスディ（Cassidy）
声 - 小杉十郎太
西部劇のガンマン風の男。
オーバーウォッチ2スキンは前作より髭が濃くなり、両膝にアーマーが付いた。初期はマクリーという名前だったが、名称が変更された。
「フラッシュバン」はスタン効果はないが、敵を追尾し接触した相手の移動を制限して爆発する「マグネティック・グレネード」に変更されたが、アップデートで再度「フラッシュバン」に戻った。
ゲンジ（Genji）
声 - 川原慶久
日本出身のサイボーグ忍者。
オーバーウォッチ2スキンはフードのついたパーカーを着ている。
シンメトラ（Symmetra）
声 - 生天目仁美
インド出身の建築技師。光を操るフォトン・プロジェクターを使う。
オーバーウォッチ2スキンではアンクレットをしている。
ジャンクラット（Junkrat）
声 - 後藤ヒロキ
オーストラリア出身の爆弾魔。
オーバーウォッチ2スキンではゴーグルをつけ、タイヤに丸のこぎりの刃がついた。
ソルジャーセブンティーシックス（Soldier: 76）
声 - 大川透
元オーバーウォッチのコマンダー。
オーバーウォッチ2スキンは白い髭をたくわえている。
ソンブラ（Sombra）
声 - 斎藤千和
タロンに所属するハッカー。
2ではハックしたキャラクターに与えたダメージが増えるようになった。ステルス中にハックを使用してもステルスが解除されない。また、EMPは範囲内の敵全てに割合ダメージを与える。戦闘から離脱すると自動的に「ステルス」が発動し透明になるようになった。トランズロケーターはあらかじめ設置しなくても使用可能に。新アビリティの「ウィルス」は徐々に相手のライフを減らす。
トレーサー（Tracer）
声 - 加藤英美里
イギリス出身のヒーロー。時間加速装置により、時間を操ることができる。
トールビョーン（Torbjörn）
声 - 高岡瓶々
スウェーデン出身の技師で、ブリギッテの父親。
任務モードではタレットから火炎放射を行ったり、複数のタレットを使用できるようになる。
ハンゾー（Hanzo）
声 - 阪口周平
日本出身の暗殺者。弓矢を使って攻撃する。
バスティオン（Bastion）
声 - Chris Metzen
オムニッククライシス時に戦った平和維持用のオムニック。
オーバーウォッチ2スキンではトールビョーンから貰った帽子をかぶっている。
2では自己修復が無くなり、壁で反射して爆発する「A-36タクティカル・グレネード」が追加されている。また、「セントリーモード」は「強襲モード」に名称変更し、一定時間のみ使用可能になり、移動可能になっている。新アルティメット・アビリティは「砲台モード」に変更され、固定砲台に変形し、最大3箇所への空爆が可能。
ファラ（Pharah）
声 - 朴璐美
鳥のようなラプトラスーツで空を舞う戦士。
オーバーウォッチ2スキンはバイザーが半透明になり、アーマーの色も青と白になっている。
水平方向に加速する新アビリティの「ジェット・ダッシュ」が追加された。
メイ（Mei）
声 - Lynn
中国出身の気象学者。南極のエコポイントで冷凍睡眠していた。
凍結ブラスターは敵を凍結させることが出来なくなったが、動きを遅くする
リーパー（Reaper）
声 - 竹内良太
死神の仮面を被ったタロンのエージェント。
オーバーウォッチ2スキンは仮面がシルバーになっている。

### サポート
サポートヒーローは回復や補助が得意なロール。他のロールよりライフの自動回復の発動が早い（3秒間ダメージを受けないと発動）ロールパッシブを持つ。
キリコ（Kiriko） / 家守 霧子（Kiriko Kamori）
声 - ファイルーズあい（日本語)、天城サリー(英語)
日本のカネザカ出身で、巫女と忍者の力を受け継いだ少女。ゲンジとハンゾーの武術の師匠でもある山神朝の娘。クールながらいたずら好きな側面もある。カネザカの街を牛耳る橋元組に抵抗する「ヨーカイ」というグループに所属している。
クリティカル時にダメージが高くなる「クナイ」を投げて攻撃する。味方を追尾する「快気の御札」で回復する。「鈴のご加護」で範囲内の味方に短時間の無敵を付与し、状態異常を治療する。「神出鬼没」で味方のそばに瞬時に移動したり、「壁走り」で壁を駆け上がることもできる。アルティメットは「狐走り」で、お狐様を召喚し、味方の移動速度と攻撃速度を上昇させ、クールタイムを短縮するバフ効果のある地形を作り出す。
ライフウィーバー（Lifeweaver） / ニラン・プルクサマニー（Niran Pruksamanee）
声 - 白川周作
タイのチェンマイ出身で、生命を宿す物質「バイオライト」を発明した科学者。
武器は棘を高速で連射する「ソーン・ボレー」。「ヒーリング・ブロッサム」は長押しでチャージし、対象の味方を回復する。アビリティはヒーローが乗ると上昇するプラットフォームを設置する「ペタル・プラットフォーム」、進行方向へダッシュしつつ自分のライフを回復する「若返りの風」、味方にバリアを張りつつ自身の元へ引き寄せる「ライフグリップ」を持つ。アルティメット・アビリティは「命の樹」で、巨大な樹を植え、周囲の味方を一定間隔で回復させる。
イラリー（Illari） / イラリー・キスペ・ルイーズ（Illari Quispe Ruiz）
声 - 白那美アンジュ
ペルーのルナサピ出身で、太陽神の戦士の最後の生き残り。
武器は自動チャージ式の長射程ライフルの「ソーラー・ライフル」で、敵にダメージを与えるチャージ弾と味方を回復させるビームを使い分けることができる。アビリティは周囲の味方を回復させるパイロンを地形に設置する「ヒーリング・パイロン」、進行方向へ突進し敵をノックバックさせる「アウトバースト」を使う。アルティメット・アビリティは「キャプティブ・サン」で、発動すると自身が空中を浮遊し、爆発するエネルギー弾を発射する。爆発に巻き込まれた敵は一定時間動きが鈍り、追加でダメージを与えるとさらに爆発する。
ジュノ（Juno） / ジュノ・テオ・ミン（Juno Teo Minh）
声 - 立花理香
火星出身の火星探検のスペシャリスト。故郷と仲間を救うため地球に脱出。
メイン武器のメディブラスターは敵を撃つとダメージを、味方には回復効果がある。「パルサー・トーピード」はロックオンして誘導弾を発射、敵にはダメージを、味方には回復効果を与えるアビリティ。「グライド・ブースト」は背中に装備したブースターを起動して飛行する。「マーシャン・オーバーブーツ」により2段ジャンプやホバリングも可能。味方を加速する「ハイパー・リング」を設置することもできる。アルティメット・アビリティは「オービタル・レイ」で上空の人工衛星から光の柱を呼び出し、味方のライフ回復と攻撃力上昇効果を得る。
ウーヤン（Wuyang） / ウーヤン・イェ（Wuyang Ye / 葉 無漾）
シーズン18より追加予定の44番目のヒーロー。
中国の五行大学の水学部の学生。水を操る能力を持つ。
メイン攻撃の「玄武之杖」は誘導可能な水球を発射して攻撃。「養神泉」は味方一人を回復する。「飛流歩」は波に乗って一定時間移動速度とジャンプの高さが上昇する。「守衛波浪」は前方に波を出して味方には回復、敵にはダメージを与える。アルティメット・アビリティは「驚濤破」で水の護りを与える。
ブリギッテ（Brigitte）
声 - 大森ゆき
スウェーデン出身。ロケットフレイルによる打撃とバリアによる防御を得意とする。ラインハルトに付き従っている。
「ラリー」発動中の間は「バリア・シールド」が大きくなり、耐久値も上がるようになった。
マーシー（Mercy）
声 - 大原さやか
スイス出身の医者。ヴァルキリースーツで空を飛び、ナノテクノロジーにより人々の傷を癒す。
オーバーウォッチ2スキンではショートヘアになっている。
ルシオ（Lúcio）
声 - 興津和幸
ブラジル出身のミュージシャン。
オーバーウォッチ2スキンは青系になっている。
ゼニヤッタ（Zenyatta）
声 - マンモス西尾
ネパール出身のオムニック僧。ゲンジの師匠。
2では新たに「スナップ・キック」というパッシブを取得し、近接攻撃で敵をノックバックさせられるようになった。
アナ（Ana）
声 - 榊原良子
オーバーウォッチの元副司令官の敏腕狙撃手。
パーク「モズ」は自分自身にナノ・ブーストの効果が適用されるようになった。
モイラ（Moira）
声 - 園崎未恵
アイルランド出身の科学者。タロンに協力している。
パークはフェードやバイオティック・オーブを強化することができる。
バティスト（Baptiste）
声 - 咲野俊介
ハイチ出身のコンバットメディック。

## ゲームシステム
プレイヤーは様々な能力を持つヒーローを選び、5人対5人の2チームに分かれ対戦する。マップごとに提示された目標を先に達成したチームの勝利となる。マップによって特定のエリアを占領する、ペイロード（車両型のオブジェクト）やロボットを目標地点まで護衛するなど目標が異なる。ヒーローによって時間を操る、空を飛ぶ、透明になる、バリアを張る…などのさまざまなアビリティ（特殊能力）を持っており、これをいかに使いこなすか、味方と連携を取るかがゲーム攻略のカギとなる。「アルティメット・アビリティ」は時間経過や敵にダメージを与えたり、味方を回復することで「アルティメット・ゲージ」を100％まで溜めることで使用可能になり、試合展開を一変させる強力な必殺技を繰り出す。
前作ではヒーロー交代時にアルティメットゲージが0になったが、本作では最大15％残るようになった。また、シーズン9からは5秒間ダメージを受けないと少しずつライフが自動回復するようになった（サポートは2.5秒間）。
また、前作では追加ライフにダメージを与えた際にアルティメット・チャージは得られなかったが、本作では通常の半分のアルティメットが溜まるようになった。

### PVP新ルール
アンランク及びライバル・プレイでは従来の「コントロール」「エスコート」「ハイブリッド」に加え新ルールとして「プッシュ」が追加。また、アップデートにより「フラッシュ・ポイント」、「クラッシュ」も追加された。
プッシュ
「バリケードマーカー」というオブジェクトをロボットを使い敵拠点に押し込むことが目的となる。前作の「エスコート」と「コントロール」を混ぜたようなルール。
フラッシュポイント
広大なマップでキャプチャーポイントを制圧するルール。1つのマップには合計5つのキャプチャーポイントがあり、1つのポイントが制圧されると、次のポイントが解放される。3ポイント先取したチームの勝利。
前作の「アサルト」に代わるポイントキャプチャー方式のルール。
クラッシュ
キャプチャーポイントを制圧するルールだが、5つのキャプチャーポイント（CP）がA、B、C、D、Eと一列に5つ並んでいる。
制圧したチームにはスコアに1ポイント加算される。
一番敵陣に近いAまたはEのキャプチャーポイントはゲージが3分割されており、最大で3ポイント取ることが可能。
5ポイント先取したチームの勝利。

### ショップ
ショップではバトルパスやプレイヤーの外見を変更したり、特定の動作を行うエモート、アイコンなどのカスタマイズアイテムを直接購入できる。購入にはOW2で新たに導入されたゲーム内通貨の「オーバーウォッチコイン」を利用する。オーバーウォッチコインはPlayStation Storeやニンテンドーeショップなどで購入可能となっており、1000オーバーウォッチコインは1340円で購入できる（購入量によってボーナスあり）。
期間限定で他社とのコラボレーションアイテムが販売されることもある。

### バトルパス
バトルパスはOW2から導入された新システム。
試合を完了したり、特定の条件を達成することでXP（経験値）を入手し、それが一定値に達すると、報酬が得られるようになっている。
シーズン開始時には新たなバトルパスが用意される。有償の「プレミアム・バトルパス」を購入するとより豪華な報酬を獲得できるようになる。

### トレジャー・ボックス
OW1にあったトレジャーボックスはOW2のシーズン1では一旦廃止された。OW1で未開封のトレジャーボックスを所持していた場合は自動的に開封された上で中身が継承された。
シーズン15でトレジャーボックスシステムが復活。バトルパスの達成や、チャレンジ報酬として入手できる。開封するとランダムにアイテムを入手することができる。

### 任務
PVE（プレイヤー バーサス エネミー/敵コンピュータと戦うモード）は2023年のシーズン6で追加された。ゲーム内ショップでインベージョン・バンドルを購入する必要がある。
4人のプレイヤーで遂行するストーリーモード。AIに代行させることで1人でのプレイも可能。ストーリーの進行に合わせて使用できるヒーローが決まっている。ヌルセクターから世界を守るべくオーバーウォッチのヒーローたちが戦いを繰り広げる。マップは前作の倍近く広くなる。
2019年当初はヒーローを成長させスキルを習得するモードが開発中と報じられたが、開発期間の長期化から中止が発表された。

### ヒーロー・マスター
各ヒーローの使い方を練習するための一人プレイ用のモード。専用のマップが用意されており、敵として配置されたトレーニングボットを倒しつつ、エンブレムを集め、ゴールを目指す。

### ライフ自動回復
しばらくダメージを受けないとライフが徐々に回復する能力。タンクロールとダメージロールは6秒間攻撃を受けないと発動。サポートロールは3秒間攻撃を受けないと発動する。回復中にダメージを受けると中断する。
オーバーウォッチ1では一部のヒーローにのみ適用されていた。本作ではシーズン1から全サポートヒーローにロールパッシブとして適用され、シーズン9からは全ヒーローに適用されるようになった。

### パーク
レベルアップで新たな能力を習得する。シーズン15から導入されたシステム。
敵にダメージを与えたり倒したり、味方を回復するとプレイヤーネームの下にある青いパークの進行バーが溜まっていく。進行バーが溜まりレベル2になると「マイナーパーク」が解放され、2つのパークから1つを選ぶことができる。さらに進行バーが溜まりレベル3になるとより強力な「メジャーパーク」が解放され、さらに2つのパークから1つを選ぶことが出来る。
パークは新たなアビリティやパッシブを獲得したり、アビリティや能力を強化したりとヒーローによって異なる様々な効果がある。
パーク進行ゲージはヒーローごとに管理されており、ゲーム中にヒーローを変更した場合は、レベル1からになる。パーク進行バーはゲームの後半になると溜まりやすくなり、レベルの高い敵を倒すとより多く溜まるようになっている。

### ヒーローBAN
シーズン16からライバル・プレイで実装。試合開始前にプレイヤーの投票で使用禁止ヒーローを決めるシステム。
まず最初に自分の使いたいヒーローを選び、次に禁止したいヒーローを最大3人選ぶ。得票の多いヒーローが各チームから2人ずつ、合計4人が選ばれ、その試合では使用不能となる。

### スタジアム
シーズン16から実装。敵を倒した賞金でヒーローを強化したり、3人称視点が導入されていたりといった様々な新要素が導入されている。全7ラウンドで4勝したチームの勝利。シーズン16では17ヒーローが使用可能で、アップデートで使用可能ヒーローが増える。パークは使用不可。

### マップ投票
シーズン17から実装。試合開始前に、プレイヤーの投票によりプレイするマップが選択される。まず3つの候補が選出され、その中から1人1票でプレイしたいマップに投票、その中からルーレット方式で選出される。得票数が多いマップほど選出される確率が上がる。

## 舞台
新たにトロントやヨーテボリ、モンテカルロ、リオデジャネイロといったマップが追加されている。
前作のマップも昼だったルート66が夜になったり、夜だったドラドが夕暮れになるなどライティングが変化したり、マップ構成に変更が加えられている。
前作のアサルトマップはクイック・プレイやライバル・プレイには登場しなくなるが、カスタムゲームやワークショップには残る。

### プッシュ用マップ
ニュー・クィーン・ストリート（NEW QUEEN STREET）
カナダの大都市トロント。楓の並木や、カーリング場、ホッケー選手の像などがある。新ルールの「プッシュ」用マップ。
 コロッセオ（COLOSSEO）
イタリアの歴史ある街ローマ。新ルールのプッシュマップ。
 エスペランサ（ESPERANÇA）
ポルトガルの海岸沿いの街を舞台にしたマップ。新ルールのプッシュマップ。
ルナサピ（RUNASAPI）
ペルーのアンデス山脈にある街。イラリーの故郷。

### ハイブリッド用マップ
ミッドタウン（MIDTOWN）
アメリカ合衆国の大都市ニューヨーク。ハイブリッドマップ。消防車型のペイロードを駅まで運ぶ。
 パライソ（PARAÍSO）
ブラジルの大都市リオデジャネイロ。ルシオの故郷で「クラブ・シネステージア」がある。PvPマップではハイブリッド。PvEマップとしても登場し、オーバーウォッチ1のマップの2倍の広さになる。

### エスコート用マップ
サーキット・ロイヤル（CIRCUIT ROYAL）
モナコのモンテカルロ。タロンの財務担当マクシミリアンの拠点がある。ゲームルールはエスコートで、F1カー風のペイロードをカジノまで運ぶ。
シャンバリ寺院（SHAMBALI MONASTERY）
ネパールにあるオムニックたちの寺院。エスコートマップ。トラック型のペイロードを寺院まで運ぶ。

### コントロール用マップ
南極半島（ANTARCTIC PENINSULA）
南極のマップ。
サモア（SAMOA）
マウガの故郷の南国の島。

### フラッシュポイント用マップ
ニュージャンクシティ（NEW JUNK CITY）
オーストラリアの街。新ゲームルールのフラッシュポイント用マップ。
スラヴァーサ（SURAVASA）
インドの街。フラッシュポイント用マップ。
アートリス（AATLIS）
モロッコの街。フラッシュポイント用マップ。

### クラッシュ用マップ
花岡（HANAOKA）
日本の花村の別のエリア。
スローン・オブ・アヌビス（THRONE OF ANUBIS）
エジプトのマップ。オムニック・クライシスの発端となったAIのアヌビスが封印されている。

### 任務用マップ
ヨーテボリ（GOTHENBURG）
スウェーデンにある町ヨーテボリ。トールビョーンやブリギッテの故郷。

### スタジアム用マップ
レッドウッド・ダム（REDWOOD DAM）
オーバーウォッチの施設。プッシュマップ。
アリーナ・ヴィクトリア（ARENA VICTORIAE）
イタリアの円形闘技場。コントロールマップで中央のエリアを取り合う。
プレース・ラクロワ（PLACE LACROIX）
フランスのプッシュマップ。
 高架道路（GOGADORO）
韓国のコントロールマップ。

## 開発
ブリザード・エンターテイメントの開発チームは『オーバーウォッチ2』の制作前に拡張パックにするのか続編にするのかを話し合った。その際にユーザーの間で要望の多かったストーリー要素の導入が決定した。その他にもゲームエンジンの一新、グラフィックの刷新、新ルールの導入などが検討された。一方で『オーバーウォッチ』で集めたコレクションを無にしないように、アイテムを引き継げるようになった。開発中には巨大ロボットの中にコントロールポイントがあり、それを奪い合うモードが検討されたが、ゲームバランスが悪く実装は見送られた。プッシュは候補の中でもゲームバランスが取れており、初心者からプロゲーマーまで楽しめることから採用された。
当初は開発リソースの多くを『オーバーウォッチ2』の開発に集中させていたが、運営中の『オーバーウォッチ』のアップデートやコンテンツの追加が滞るようになったため、2022年の3月に計画の変更を発表した。PvPモードとPvEモードを切り離し、PvPを前倒しして先行リリースすることになった。

## 沿革
2019年
- 11月1日 - ブリズコン2019で正式発表。シネマティック・トレーラー「Zero Hour」発表。

2021年
- 2月20日 - ブリズコンラインにて、新ヒーロー「ソジョーン」、新マップ「ニューヨーク」、「ローマ」発表[37]。

2022年
- 3月11日 - ブリザードやオーバーウォッチリーグのプロプレイヤーなど関係者でのクローズドαテスト開始。また、4月下旬から行われるPC版のクローズドβテストの抽選受付開始[38]。
- 4月27 - 5月17日 - PC版の第1回PVPクローズドβテスト実施。新ヒーロー「ソジョーン」追加。新ゲームルール「プッシュ」追加。新マップ「ミッドタウン」「ニュー・クィーン・ストリート」「サーキット・ロイヤル」「コロッセオ」追加。
- 5月13日 - 早期アクセス開始日2022年10月5日、基本プレイ無料を発表。新ヒーロー「ジャンカー・クイーン」発表。
- 6月17日 - オーバーウォッチ1にOW2用の限定アイテムが付属した「オーバーウォッチ2 ウォッチポイント・パック」販売開始。
- 6月17日 - PC、PS4/5、Xbox One/X/Sで行われる第2回ベータテスト「クロスプレイベータ」の抽選受付開始。
- 6月29日午前3時（日本時間）～7月18日 - クロスプレイベータ実施。
- 9月15日 - 新ヒーロー「キリコ」、新マップ「エスペランサ」発表。
- 10月5日 - シーズン1サービス開始。
- 12月7日 - シーズン2開始、新ヒーロー「ラマットラ」、新マップ「シャンバリ・モナステリー」追加。

2023年
- 2月8日 - シーズン3開始、新マップ「南極半島」追加。
- 3月8日～4月6日 - 『ワンパンマン』コラボイベント実施。
- 4月12日 - シーズン4開始、新ヒーロー「ライフウィーバー」追加。
- 8月11日 - シーズン6開始、新ヒーロー「イラリー」、新PvPルール「フラッシュポイント」および新マップ「ニュー・ジャンク・シティ」、「スラヴァーサ」、新モード「任務」追加。
- 9月20日 - 新モード「ヒーロー・マスター」追加。
- 10月11日 - シーズン7開始、新マップ「サモア」追加。
- 11月2日～11月22日 - LE SSERAFIMコラボイベント実施。
- 12月6日 - シーズン8開始、新ヒーロー「マウガ」追加。

2024年
- 3月13日～3月26日 - 『カウボーイビバップ』コラボイベント実施。
- 4月16日 - シーズン10開始、新ヒーロー「ベンチャー」追加。
- 6月20日 - シーズン11開始、新マップ「ルナサピ」追加。
- 7月10日～7月22日 - 『トランスフォーマー』コラボイベント実施。
- 8月21日 - シーズン12開始、新ヒーロー「ジュノ」、新PvEルール「クラッシュ」および新マップ「ハナオカ」、「スローン・オブ・アヌビス」追加。
- 10月18日～10月31日 - 『僕のヒーローアカデミア』コラボイベント実施。
- 12月11日 - シーズン14開始、新ヒーロー「ハザード」追加。
- 12月18日～30日 - 『アバター 伝説の少年アン』コラボイベント実施。

2025年
- 2月19日 - シーズン15開始、パークシステム追加。トレジャー・ボックス復活。
- 4月23日 - シーズン16開始。新ヒーロー「フレイヤ」、新モード「スタジアム」追加。
- 4月30日～5月12日 - 『新機動戦記ガンダムW』コラボイベント実施。
- 5月21日～6月2日 - 『ストリートファイター6』コラボイベント実施。
- 6月25日 - シーズン17開始。新マップ「アートリス」、マップ投票システム追加。
- 7月2日～7月14日 - 『G.I.ジョー』コラボイベント実施。
- 8月6日～8月18日 - 「ナーフ」コラボイベント実施。
- 8月27日 - シーズン18開始。新ヒーロー「ウーヤン」追加。

## メディア展開

### アニメ
オーバーウォッチ2のストーリーを描いたCGアニメが公式サイトやYouTubeのオーバーウォッチチャンネルで公開されている。
| # | タイトル                                |
| --- | --------------------------------------- |
| 1 | Zero Hour                               |
| パリを襲撃したヌルセクターの軍団から市民を守るため、トレーサー、メイ、ウィンストンが戦いを繰り広げる。 |                                         |
| 2 | ソジョーン オリジンストーリー           |
| 元オーバーウォッチのキャプテン、ソジョーンが国際司法委員会で過去を語る。 |                                         |
| 3 | ジャンカー・クイーン オリジンストーリー |
| ジャンカータウンの女王、ジャンカー・クイーンが大暴れする。 |                                         |
| 4 | The Wastelanders                        |
| ジャンカータウンで13年間君臨したキング・ハウルにオデッサが挑戦し、新たなジャンカー・クイーンが誕生する。 |                                         |
| 5 | キリコ オリジンストーリー               |
| 祖母から巫女としての癒しの力を、母親から忍術を受け継ぎ、カネザカの街を守ってきた一族の少女・キリコは自分の道を行くことを宣言する。 |                                         |
| 6 | キリコ                                  |
| カネザカの街に住むキリコは久しぶりに母親の訪問を受ける。しかし、知り合いのヨシダさんとその孫の少女が橋元組のチンピラに絡まれる。キリコは二人を守るために戦う。 |                                         |
| 7 | ラマットラ オリジンストーリー           |
| 戦闘用オムニックは「ラマットラ」は人類との共存を模索したが拒絶され、オムニックの解放を謳いヌルセクターを立ち上げる。 |                                         |
| 8 | ライフウィーバー オリジンストーリー     |
| タイ出身のニランはヴィシュカー・アーキテック・アカデミーに入学する。生命を宿す物質「バイオライト」を発明するが、傷ついた世界を癒すために出奔する。 |                                         |
| 9 | 創生 – パート1： 夜明け                 |
| 進化したAI・ゴッド・プログラムが人類を飢餓や貧困から救い出し、オムニカ社が「オムニック」と呼ばれるロボットを生産し、人々の生活は快適になっていった。ミナ・リャオ博士はオムニカ社に参加、次世代オムニック「オーロラ」を作り出す。 |                                         |
| 10 | 創生 – パート2： 生誕                   |
| リャオ博士は人類と同じ自我を持つ次世代オムニック「オーロラ」を作り出した。一方、オムニカ社は杜撰な経営で倒産、生産ラインは放置された。ゴッド・プログラムのアヌビスは独自設計の戦闘ロボットを生産し人類を滅ぼすために戦闘を挑んできた。人類の中の精鋭集団オーバーウォッチを結成し反撃を開始する。                                                                 |                                         |
| 11 | 創生 – パート3： 再生                   |
| オムニックの反乱に対抗するために国連はオーバーウォッチを結成するが、その戦果は芳しいものではなかった。リャオ博士はオーロラがアヌビスの支配を免れていることから、オーロラを複製し、他のオムニック達の自我を目覚めさせることを提案する。試みは成功し他のオムニックたちは自我に「目覚め」アヌビスの支配から解放される。オーバーウォッチはアヌビスの隔離に成功する。 |                                         |
| 12 | Calling                                 |
| オーバーウォッチが解散してから、元大尉のソジョーンはカナダで平穏に暮らしていた。CSISのトレンブリー捜査官はヌルセクターとつながりのある反乱下部組織の摘発中に、謎の人物に助けられる。トレンブリーはソジョーンがペトラス法に違反しているのではないかと疑うが、その時、ヌルセクターの大軍団がトロントを襲撃する。                                                   |                                         |
| 13 | イラリー オリジンストーリー             |
| 太陽神の戦士イラリーは一人前になったその日、太陽エネルギーは暴発し自分以外の戦士が全滅してしまう。 |                                         |
| 14 | マウガ オリジンストーリー               |
| マウガが昔話を語る。かつてマウガは死にかけたが、手術で一命をとりとめる。その後はマウガは好きなことをするようになる。 |                                         |
| 15 | 今夜は最高の気分だ                      |
| ヨーテボリで損傷したヌルセクターの空母からパワーリレーのデータを回収するためソンブラ、リーパー、マウガが襲撃する。 |                                         |
| 16 | ベンチャーの冒険                        |
| 考古学者のベンチャーは遺物の発掘中にタロンに遭遇する。 |                                         |
| 17 | コントロール                            |
| 火星から脱出したジュノは地球を目指す。 |                                         |
| 18 | ハザード・タクティクス                  |
| アナーキスト集団「フリークス」はオアシスに保管されていたバナジウム同位体を奪い、ハザードに注入する。 |                                         |
| 19 | ハント・ビギンズ                        |
| タロンの会計士マクシミリアンは賞金稼ぎ「フレイヤ」に新たな依頼をする。 |                                         |

### 小説
オーバーウォッチ2を題材にした短編小説。公式サイトで公開されている。
ヨーカイ (Yokai)
2022年9月24日公開。キリコとその仲間たちが鉄坂の街に銃が密輸されていることをつきとめ、止めようとする。作者はクリスティ・ゴールデン。
ラマットラ：回想（Ramattra Reflections）
2022年12月2日公開。ラマットラがシャンバリ寺院を出て、オムニックたちとともにヌルセクターを立ち上げ、キングス・ロウでアップライジングを起こした過去を回想する。作者はギャビン・ユルゲンス・フィーリー。挿絵はシルヴァン・ドゥコー。
ありのままの自分（As You Are）
2023年5月13日公開。バティストがオーバーウォッチに参加し、ウォッチポイント：ジブラルタルに向かう飛行機の中でファラと語り合う。